# 日流
日流（にちりゅう）とは、主に中国、大韓民国、ベトナム、台湾などで使われている、日本発の文化（主に漫画やアニメ、小説などのサブカルチャー）を指す言葉である 。

## 概要
韓国における日流という表現は日本における韓流に相当する表現であると誤解されるが、大衆的によく使われる表現ではなく、マスコミなどが用いる表現である。「日本文化の流行」といったニュアンスに近い。
2020年代の韓国では、日本のドラマや映画、音楽はマニアの領域にとどまっている。しかし、小説は村上春樹や東野圭吾などの作家の小説がベストセラーになる場合がある。また、漫画やアニメも人気があり、漫画の場合、2000年代半ば以降に台頭した韓国のウェブトゥーンとともに根強い人気を持っている。
韓国において特に日本のアニメは大衆的な人気がある。特に新海誠監督の作品の人気は高く、韓国で2017年に公開された『君の名は。』は、約386万人の観客動員数を記録した。さらに、2023年に公開された『すずめの戸締まり』は観客数が550万人を超えた。宮崎駿監督の作品も過去に人気を得た。
韓国での日本大衆文化の流入制限が緩和されて以降、韓国で封切られた日本映画の本数は、2004年に29本、2005年に34本、2006年に51本、2007年は11月までに81本と、毎年増加し続けている。また、韓国映画でも、日本の小説・漫画・ドラマを原作として映画化したものが、2006年から2007年までに21本存在する。日本ドラマのマニアックなファンは「日ド廃人（일드 폐인）」と呼ばれる。
2000年代以降、日本食も人気を集め始めており、梨泰院や弘大地区などには、日本式の居酒屋やラーメン屋が並んでおり、従業員が日本語で「いらっしゃいませ」と挨拶する。